# Pholis
Pholis es un género de peces perciformes de la familia Pholidae.

## Especies
Se reconocen las siguientes especies:
- Pholis clemensi
- Pholis crassispina
- Pholis fangi
- Pholis fasciata
- Pholis gunnellus
- Pholis laeta
- Pholis nea
- Pholis nebulosa
- Pholis ornata
- Pholis picta
- Pholis schultzi